# Maretto
Maretto ist eine Gemeinde in der italienischen Provinz Asti (AT), Region Piemont.

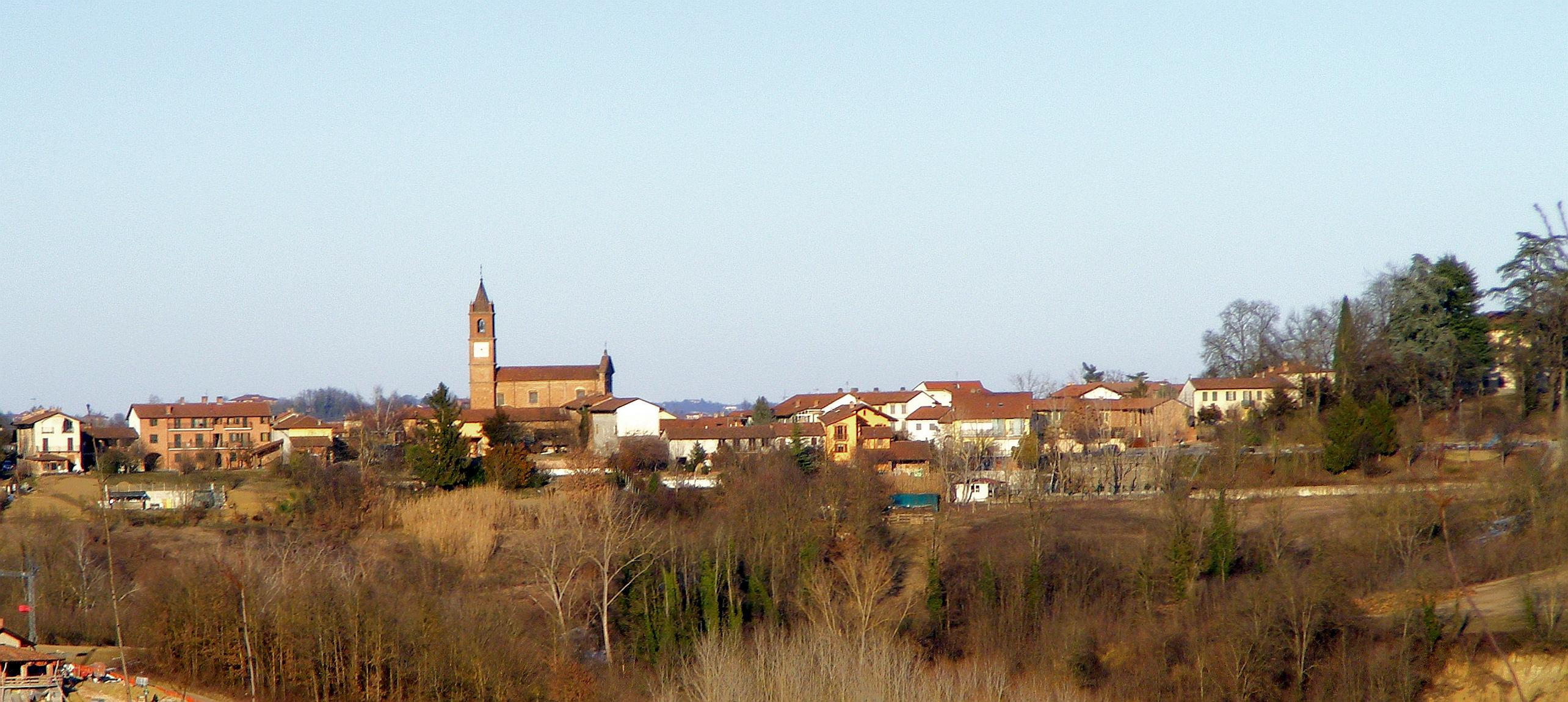
Maretto

## Lage und Einwohner
Maretto liegt 18 km nordwestlich von der Provinzhauptstadt Asti entfernt. Zur Gemeinde zählen auch die Dörfer und Weiler Barbone, Melona, Nicoline, Serra Campia, Serra Goria, Simonetti und Val Cerreto. Das Gemeindegebiet umfasst eine Fläche von vier km² und hat 390 Einwohner (Stand 31. Dezember 2023). 
Die Nachbargemeinden sind Cortandone, Cortazzone, Monale, Roatto und Villafranca d’Asti.

## Kulinarische Spezialitäten
In Maretto werden Reben der Sorte Barbera für den Barbera d’Asti, einen Rotwein mit DOCG Status, sowie für den Barbera del Monferrato angebaut.